# Eisbär, Affe & Co.
Eisbär, Affe & Co. ist eine Zoo-Doku-Soap des SWR, die der Serie Panda, Gorilla & Co. folgte und durchgängig im Ersten erstausgestrahlt wurde. In der Serie werden Geschichten aus der Stuttgarter Wilhelma erzählt, im Mittelpunkt stehen die Tiere und ihre Pfleger. Von 2006 bis 2017 entstanden in fünf Staffeln insgesamt 215 Folgen mit einer Länge von jeweils etwa 50 Minuten.
Die erste Staffel der Serie wurde von der av independents Film & TV GmbH produziert. Die Redaktion lag bei Friederike Barth vom SWR. Statt der ursprünglich geplanten 39 Folgen umfasste die erste Staffel 54 Folgen. Durchschnittlich 1,9 Millionen Zuschauer sahen diese bei der Erstausstrahlung vom 24. Juli bis zum 20. Oktober 2006.
Die Staffeln zwei bis vier wurden von der Ottonia Media GmbH produziert und enthalten jeweils 40 Folgen. Die zweite Staffel wurden von September 2007 bis Februar 2008 in der Wilhelma gedreht und vom 4. März bis zum 2. Mai 2008 erstausgestrahlt. Vom 20. März bis zum 22. Mai 2009 erfolgte die Erstausstrahlung der dritten Staffel. Die vierte Staffel erschien erstmals vom 10. November 2010 bis zum 10. Januar 2011.
Die fünfte Staffel wurde vom 9. Februar bis zum 19. April 2017 erstausgestrahlt und beinhaltet 41 Folgen. Für die Produktion zeichnete die Docma TV Produktion GmbH verantwortlich. Als Sprecher fungierte der Schauspieler Sky du Mont, der Hans Mittermüller ablöste. Die Redaktion lag bei Sandra Dujmovic und Andreas Fuchs, die Redaktionsleitung übernahm Stefanie von Ehrenstein. Über einige Folgen hinweg wurde über die Reise von zwei Tierpflegerinnen zu dem von der Wilhelma unterstützten Senkwekwe-Center berichtet. Gezeigt wurde u. a. die Ausbildung von Bloodhound-Hunden zum Aufspüren von Wilderern, die Beschäftigung mit den dort lebenden Gorillawaisen und ein Ausflug zu den Berggorillas im Virungu-Nationalpark. Eine Zusammenfassung der Aufnahmen gab es in einer Extrasendung am 13. April 2017 zu sehen. Die aufgrund des Anschlags in Stockholm ausgefallene Folge 209 wurde erst am 23. Mai 2017 im Rahmen der Wiederholungen im SWR erstgesendet.
Der SWR veröffentlichte vom 23. Juni 2012 bis zum 26. Oktober 2013, unter dem Titel Wunderbare Wilhelma, 14 20-minütige weitere Folgen zum Thema, die aus Zusammenschnitten älterer Originalfolgen bestehen. Auch erschienen einige Sondersendungen zur Serie.